# Віджняна-бгайрава-тантра
Віджняна-бгайрава-тантра (санскр. विजञानभरवतनतर, vijñāna-bhairava-tantra IAST, Тантра мудрості Бгайрави) — один з важливих текстів школи Тріка в кашмірському шиваїзмі. Текст представлений у вигляді бесіди між Шивою і його дружиною, в ньому коротко розповідається про 112 методів медитації. До них належать кілька варіантів усвідомленого дихання, затвердження не-дуальності, джапи, вправи візуалізації, уяви і споглядання через кожне з відчуттів. Передумовою успіху в практиці будь-якої з 112 технік є чітке розуміння того, який метод є найбільш відповідним.

## Текст
Текст Віджняна-бгайрава-тантри є главою Рудраямала-тантри, що входить в Бгайрава-Агаму. Деві просить Шиву розкрити суть шляху до реалізації вищої реальності. У своїй відповіді Шива описує 112 способів, як увійти у всеосяжні і трансцендентні стани свідомості. Посилання на цей твір зустрічаються в літературі про кашмірський шиваїзм, із зазначенням, що він вважається важливим текстом в цій моністичній філософській школі. Загальний обсяг тексту — 163 вірші.
Текст вперше опублікований 1918 року в серії кашмірських текстів та досліджень (англ. Kashmir Series of Text and Studies, KSTS). У рамках серії були опубліковані два томи, один з коментарями Кшемараджі і Шивападьяї, інший з коментарями Ананда Бхатта (англ. Ananda Bhatta), який назвали «Каумаді».
Свамі Лакшмана Джу приніс цей текст на захід за підтримки західних колег, таких як Мігель Серрано і Пол Репс. Останній привернув до тексту широку увагу, включивши англійський переклад у свою популярну книгу «Плоть і кістки Дзен». Ошо докладно прокоментував переклад Репса. Після цього стали доступні ще кілька перекладів і коментарів до книги.

## Переклади
- 1957 Пол Репс — «Плоть і кістки Дзен».[5]
- 1961 Ліліан Сильберн — «Віджнана Бгайрава».[6]
- 1972 Ошо — «Книга Таємниць».[7]
- 1979 Джейдью Сінгх — «Віджнана Бгайрава або Божественна Свідомість».[8]
- 2002 Беттіна Баумер — «Віджнана Бгайрава, практика центрувального усвідомлення».[9]
- 2003 Свамі Сарасваті Сатьясангананда — «Срі Віджнана Бгайрава Тантра: Сходження».[10]
- 2007 Свамі Лакшманджу — «Віджнана Бгайрава, інструкція для самоусвідомлення».[11]
- 2010 Дмитро Семенов — «Віджнана Бгайрава або техніка для входу у граничну свідомість».[12]

На початку 2000-х російський індолог Олег Єрченко здійснив два переклади тантри з санскриту з використанням Дж. Сінгха «Віджнана Бгайрава або Божественна Свідомість»:
- Перший — короткий або дослівний переклад.
- Другий — розгорнутий традиційний переклад-коментар.

Також є кілька перекладів тантри на російську в англійських скороченнях (всього 112 віршів) перекладів П. Репса і М. Маги — ці переклади дуже популярні в середовищі нео-йоги, хоча в них опущені деякі важливі практичні моменти.